# 1984 (Van Halen-album)
Az 1984 a Van Halen együttes hatodik stúdióalbuma 1984-ből. Bár vitatható, egyesek szerint ez az együttes legnépszerűbb albuma. David Lee Roth ezután hagyta el az együttest, az ő és Eddie Van Halen közti fokozódó feszültség miatt. Roth örökösen kritizálta Eddie-t a Michael Jacksonnal a Beat It kislemezen való együttműködése miatt.
Az album második lett a Billboard albumlistáján (a listavezető az idő tájt a Thriller volt, amiben ugyancsak része volt Eddie Van Halennek, a Beat It kapcsán), és klasszikus slágereket tartalmazott: Jump, Panama és Hot for Teacher. A Jump első lett a Billboard Hot 100 kislemezlistán, elsőként a heavy metal dalok történetében.
Bár a Van Halent elsősorban gitárközpontú együttesnek ismerik, ezen az albumán nagyobb szerep jutott a billentyűs hangszereknek, mint az azelőttieken. Ez főként Eddie klasszikus-zongora taníttatásából ered.
Ez az album volt az első, amelyet az együttes saját, 5150 nevű stúdiójában vettek fel. A stúdió neve a következő albumuk címében köszönt vissza.
A Van Halen egyike volt azon ritka együtteseknek, akiknek két stúdióalbumuk is tízmillión felül eladott példányszámot ért el Amerikában, az egyik ilyen albumuk az 1984 volt.
Az album szerepel az 1001 lemez, amit hallanod kell, mielőtt meghalsz című könyvben.

## Az album dalai
| 1. | 1984           | Eddie Van Halen, Alex Van Halen, David Lee Roth, Michael Anthony | 1:07 |
| 2. | Jump           | Van Halen, Van Halen, Roth, Anthony                              | 4:04 |
| 3. | Panama         | Van Halen, Van Halen, Roth, Anthony                              | 3:32 |
| 4. | Top Jimmy      | Van Halen, Van Halen, Roth, Anthony                              | 3:02 |
| 5. | Drop Dead Legs | Van Halen, Van Halen, Roth, Anthony                              | 4:14 |

| 1. | Hot for Teacher | Van Halen, Van Halen, Roth, Anthony | 4:44 |
| 2. | I'll Wait       | Van Halen, Van Halen, Roth, Anthony | 4:45 |
| 3. | Girl Gone Bad   | Van Halen, Van Halen, Roth, Anthony | 4:35 |
| 4. | House Of Pain   | Van Halen, Van Halen, Roth, Anthony | 3:19 |

## Közreműködők
- David Lee Roth – ének
- Eddie Van Halen – szólógitár, billentyűsök, háttérvokál
- Michael Anthony – basszusgitár, háttérvokál
- Alex Van Halen – dob, ütőhangszerek, háttérvokál

### Produkció
- producer – Ted Templeman
- hangmérnök – Ken Deane, Donn Landee
- remastering – Chris Bellman, Gregg Geller
- projekt koordinátor – Jo Motta
- produkció koordinálása – Joan Parker
- művészi igazgató – Pete Angelus, Richard Seireeni
- világosítás – Pete Angelus